# Hd-dvd
Een hd-dvd of hogedefinitie-dvd is een optische schijf die met name bedoeld is als digitaal opslagmedium voor speelfilms in hd-video-resolutie (1080p). Het systeem werd in de Verenigde Staten op 18 april 2006 op de markt gebracht en officieel op 19 februari 2008 door Toshiba weer van de markt gehaald.
Het DVD Forum, de instantie die zich bezighoudt met het vastleggen van de standaardspecificaties voor dvd's, stelde de specificaties voor deze potentiële opvolger van de herschrijfbare dvd op. Op deze schijf kan tot 30 GB aan data opgeslagen worden. Het formaat werd ondersteund door Toshiba, NEC, Intel en Microsoft, en de filmmaatschappijen Paramount Pictures en Universal Pictures.
Voor het lezen van de hd-dvd wordt gebruikgemaakt van een blauwe laser met een golflengte van 405 nm. Cd-lezers gebruiken een infrarode laser met een golflengte van 780 nm en dvd-lezers gebruiken een rode laser van 650 nm.
Als opvolger van de dvd moest hd-dvd concurreren met een ander formaat: blu-ray, dat ontwikkeld werd door Sony en Philips. Op 19 februari 2008 maakte Toshiba officieel bekend dat het de ontwikkeling zou stoppen, waardoor blu-ray de definitieve opvolger van de dvd zou worden.

## Fysieke structuur
Net als concurrent blu-ray, maken hd-dvd's gebruik van blauw laserlicht. In andere opzichten zijn ze identiek aan de dvd of blijven ze dichter bij de fysieke structuur van de dvd dan blu-ray.
Deze keuze van de ontwerpers maakte het mogelijk snel goedkope hd-dvd-schijfjes, hd-dvd-/dvd-combo-schijfjes en spelers op de markt te brengen.

## Specificaties
Geavanceerde interactiviteit wordt verkregen met een protocol genaamd HDi, dat door elke speler ondersteund wordt.
Daarnaast hebben alle hd-dvd-spelers standaard een ethernetaansluiting en hebben zij technische mogelijkheden die de oudere blu-rayspelers (versie 1.0) niet hebben, zoals Picture in Picture (PiP), een "in-movie"-menu en favoriete scènes.
Deze technische mogelijkheden zouden ook beschikbaar moeten worden in de komende blu-rayschijfjes, maar de meeste blu-rayspelers die anno 2008 verkocht worden, zullen er nooit gebruik van kunnen maken.

## Opslagcapaciteit
Hd-dvd's kunnen zowel meerdere zijden als meerdere lagen bevatten. Op elke laag kan 15 GB worden opgeslagen, waardoor er tot 90 GB aan data op een hd-dvd kan worden opgeslagen. Er zijn nooit meer spelers op de markt verschenen die dit ook daadwerkelijk konden afspelen.
| Schijfafmetingen    | Enkellaags capaciteit | Dubbellaags capaciteit | Drielaags capaciteit |
| ------------------- | --------------------- | ---------------------- | -------------------- |
| 12 cm, enkelzijdig  | 15 GB                 | 30 GB                  | 45 GB                |
| 12 cm, dubbelzijdig | 30 GB                 | 60 GB                  | 90 GB                |
| 8 cm, enkelzijdig   | 4,7 GB                | 9,4 GB                 | -                    |
| 8 cm, dubbelzijdig  | 9,4 GB                | 18,8 GB                | -                    |

## Regiocodering
Hd-dvd-spelers zijn meestal regiovrij en vrijwel alle hd-dvd-films zijn regiovrij, in tegenstelling tot blu-ray, dat 3 verschillende regio's heeft.

## Beschrijfbare hd-dvd's
Een van de eerste beschikbare hd-dvd-recordabledrives, de Toshiba SD-L902A, heeft een brandsnelheid van 4,5 MB per seconde. De SD-L902A is bedoeld voor Toshiba's Qosmio-notebookserie en is voor consumenten niet los te koop.

## Kopieerbeveiling: Advanced Access Content System
Het hd-dvd-formaat maakt net zoals blu-ray gebruik van DRM-technieken (het zogeheten Advanced Access Content System of AACS) die het afspelen van de schijf buiten door de leveranciers toegestane hardware en software onmogelijk moeten maken, teneinde onbedoeld gebruik van de media te voorkomen. Doordat deze beveiliging ook legale toepassingen blokkeert, zoals het maken van een back-up of het afspelen van de schijf zonder verplicht door de leveranciers goedgekeurde programma's te gebruiken, is het formaat wel bekritiseerd. Blu-ray beschikt echter over meer beveiliging dan hd-dvd en is ook beveiligd met de DRM-technieken BD+ en BD-ROM Mark.

## Studio-ondersteuning
In vergelijking met blu-ray ondersteunde een minderheid van de belangrijkste Amerikaanse filmmaatschappijen hd-dvd exclusief, te weten Universal, Paramount, DreamWorks, Weinstein Co. en New Line Cinema.
Een meerderheid bood exclusieve ondersteuning aan blu-ray, te weten Walt Disney, 20th Century Fox, Sony Pictures Entertainment (Columbia Pictures, TriStar Pictures, Metro-Goldwyn-Mayer).
Warner Bros. Entertainment koos aanvankelijk voor hd-dvd, maar naar verluidt zou Sony niet alleen 20th Century Fox maar ook Warner betaald hebben om toch voor blu-ray te kiezen. Warner zou hiervoor tussen de 400 en 500 miljoen dollar ontvangen hebben.
Nadat de productie van hd-dvd door Toshiba was stopgezet, vooral als gevolg van de aankondiging van Warner Bros. Entertainment, gingen alle filmstudio's er langzaam toe over het uitbrengen van nieuwe titels op hd-dvd te staken en over te schakelen naar blu-ray en uiteraard verder te gaan met de standaard-dvd-uitgaven.